# Henri Hazebroucq
Henri Hazebroucq, francoski veslač, * 11. oktober 1877, † 1. december 1948, Roubaix.
Hazebroucq je za Francijo nastopil na  Poletnih olimpijskih igrah 1900 v Parizu, kjer je veslal v četvercu s krmarjem kluba Cercle de l'Aviron Roubaix in z njim osvojil zlato medaljo.